# کاهین
کاهین شهری در شهرستان باگاسی در استان باله در بورکینافاسوی جنوبی است و جمعیت آن ۱۲۷۷ نفر است.